# 13415 Stevenbland
13415 Stevenbland è un asteroide della fascia principale. Scoperto nel 1999, presenta un'orbita caratterizzata da un semiasse maggiore pari a 2,3992182 UA e da un'eccentricità di 0,1898980, inclinata di 1,90581° rispetto all'eclittica.